# Касьянов Георгій Володимирович
Георгій Володимирович Касьянов (нар. 20 квітня 1961, Челябінськ, РРФСР) — український історик, доктор історичних наук, професор, завідувач відділу новітньої історії та політики Інституту історії України Національної Академії наук України (2003—2021), професор кафедри історії Києво-Могилянської академії (2002—2011). Директор БФ «Інститут розвитку освіти». Президент Міжнародної асоціації гуманітаріїв (2014—2018).

## Життєпис
Батько — офіцер Радянської армії, мати — інженер[джерело?]. Закінчив Київський державний педагогічний інститут ім. О. Горького (1983), аспірантуру Інституту історії України (1983—1986) Працював вчителем в школі (1982—1983), потім в Інституті історії.
2003—2021 — завідувач відділу новітньої історії та політики Інституту історії України НАН України.
2021—2022 — старший науковий співробітник (за сумісництвом) відділу української історіографії Інституту історії України НАН України.
З вересня 2021 року — керівник Лабораторії міжнародних досліджень пам'яті в Університеті Марії Кюрі-Склодовської, Люблін, Польща[відсутнє в джерелі].
У 1986 році захистив кандидатську дисертацію на тему: «Інженерно-технічні секції профспілок України в соціалістичному будівництві, 1926—1937 роки». У 1993 році захистив докторську «Інтелігенція Радянської України 1920-х — 1930-х років: Соціально-історичний аналіз».
Стажувався в Гарварді (1995—1996) та Кембриджі (1996), Лондонському (1993) та Гельсінському університетах (1999), Університеті Монаша (Мельбурн, Австралія, 1999), Університет Хоккайдо (Саппоро, Японія, 2006), Центрально-Європейському Університеті (Будапешт, Угорщина), Амстердамському університеті (2009), Колегіумі Імре Кертеса універсиету Йєни (2015), Викладав у Гельсінкському університеті (1998), Гарварді (2005), Європейському гуманітарному університеті (Вільнюс, 2008—2010), Берлінському Вільному університеті (2009—2019), Базельскому університеті (2017), університеті Північної Кароліни, Чепел-Гілл, США, 2018), Центрі досліджень сучасної історії ім. Ляйбніца, Потсдам, Німеччина (2021)[джерело?].Інституті Європейського університету у Флоренції, Fernand Braudel Senior Fellow (2021), Knut and Alice Wallenberg Foundation Senior Fellow (2023).
Випускник програм ім. Фулбрайта (1995, 2018) і Кеннана (2003).

## Погляди
Георгій Касьянов є прихильником критичної історії. З цих позицій він піддає деконструкції український національний мастер-наратив[що це?], аналізуючи його роль в формуванні національної ідентичності. У 2002 - 2022 він опублікував низку праць, присвячених епістемологічому аналізу українського мастер-наратива, його можливостям і пізнавальним обмеженням. У 2012 році разом з Олексієм Толочком ініціював історіографічну дискусію на сторінках "Українського історичного журналу", яка тривала до 2014 року і стала першим системним обговоренням можливостей і обмежень українського мастер-наративу.
Георгій Касьянов публічно критикував проведення декомунізації в Україні. Критикував партійну, в стилі партійної історіографії ОУН(б) ґлорифікацію УПА, зокрема вибірковий підхід до фактів та відбілювання ОУН та УПА. Аналізував і публічно критикував меморіальні закони 2015 року, як такі що обмежують свободу слова і свободу академічних досліджень.
Георгій Касьянов критикував крайнощі процесів декомунізації та стверджував, що декомунізація у виконанні її ініціаторів неухильно веде до дерусифікації. Виступав проти перейменування Московського проспекту у Києві на проспект Степана Бандери. Критикував вибірковий підхід до історії УПА, стверджував, що її основним ворогом були поляки, а не СРСР чи Третій Рейх, що крім героїзму і жертовності в історії цієї організації були темні сторінки. Також стверджував, що в Україні був ухвалений закон, який забороняє публічно засуджувати ОУН, а буцімто дозволяє лише прославляти цю організацію. Заявляв, що метою ОУН була побудова тоталітарної держави. Стверджував, що Україна не була колонією Росії, а український національний рух зобов'язаний своїм існуванням Російській імперії. Виступав на підтримку поширення та вивчення російської мови в Україні, заперечував використання Росією російської мови як засобу боротьби проти України під час російсько-української війни.
Георгій Касьянов публічно критикував методи проведення декомунізації в Україні та стверджував, що вона нагадує «радянські методи».

## Публічні виступи
13 листопада 2008 прочитав лекцію з питань націоналізації історії в Україні в рамках проєкту рос. «Публичные лекции Полит.ру».
20 липня 2018 року провів лекцію співробітникам Генерального управління розвідки Міністерства оборони України про липневу декларацію про державний суверенітет 1990 року, де зазначив, що прийняття державно-правового акта, покликаного гарантувати національні інтереси Українського народу, стало проривом того часу, та це був лише один з етапів боротьби за незалежність української нації, яка триває й сьогодні.
21 березня 2022 року взяв участь у робітні EUI Intellectual History Working Group Європейського університету у Флоренції «Is this a Just War? How the Russian invasion has changed our views on warfare».
27 квітня 2022 року виступив з доповіддю «Use and Misuse of History in The Russia's War Against Ukraine» на міжнародній конференції «Після війни: переосмислення майбутнього громадянського суспільства».
17 травня 2023 року виступив з доповіддю "Remembrance and Solidarity in Europe: Challenges of Antagonistic Memories" на міжнародній конференції European Network of Remembrance and Solidarity “What’s the point of history… if we never learn?” Dialogue, Remembrance and Solidarity in Europe. New Challenges for Public History and Historical Education

## Критика
Георгій Касьянов є об’єктом політичних звинувачень. На думку американської дослідниці українського походження Вікторії Малько та на думку американської дослідниці українського походження Ольги Бертелсен, Георгій Касьянов співпрацює з Радою зовнішньої та оборонної політики Росії (СВОП), російською організацією тісно пов'язаною з Кремлем, створеною групою представників ФСБ, російської військової еліти та олігархів. Касьянов брав участь у вебінарах та лекторіях, які організовує СВОП, й, на думку історика Геннадія Єфімєнка, дискредитував на них українських істориків. 18 січня 2022 року спільно з іншим українським істориком Петром Толочком та російською дослідницею Тетяною Таїровою брав участь у круглому столі Російського історичного товариства під головуванням директора Служби зовнішньої розвідки РФ Сергія Наришкіна, що був присвячений питанням вивчення історії України та приурочений до 368-ї річниці Переяславської ради. Серед основних пунктів порядку денного заходу були зазначені «сучасні підходи до вивчення культурної спадщини, що зумовлює історичну єдність росіян та українців».
Геннадій Єфіменко також звинувачував Георгія Касьянова у неправдивих твердженнях про Голодомор. 2012 року в інтерв'ю українському виданню liva.com.ua Касьянов стверджував, що українські демографи зазначали, що у містах під час Голодомору померло більше людей, ніж у селах. Геннадій Єфіменко зауважує, що це твердження не відповідає дійсності адже жоден український демограф такого не казав.
У 2020 році посол України в Німеччині Андрій Мельник вимагав від німецьких науковців, членів німецько-української комісії істориків виключення Георгія Касьянова зі складу учасників вебінару, присвяченого Голодомору, стверджуючи, що цей історик "заперечує Голодомор" Під час вебінару Георгій Касьянов спростував твердження про те, що він заперечує Голодомор чи його геноцидну версію і зачитав спеціально для посла уривки зі своєї книги.

## Публікації

### Монографії та брошури
- Memory Crash: Politics of History In and Around Ukraine, 1980s — 2010s. Central European University Press, 2022[25]
- Past Continuous: історична політика 1980-х — 2000-х: Україна та сусіди (2018)
- «Danse macabre: голод 1932—1933 років у політиці, масовій свідомості та історіографії (1980-ті — початок 2000-х) [Архівовано 2 квітня 2015 у Wayback Machine.]» (2010), друге видання: Розрита могила: голод 1932—1933 років у політиці, пам'яті, та історії (1980-ті — 2000-ні). Харків, Фоліо, 2019
- Освітня система в Україні 1990 – 2014. Аналітичний огляд, Київ: Таксон, 2015
- Украина 1991-2007 : очерки новейшей истории. Киев: Наш час, 2008. Українскою мовою: "Україна 1991 - 2007. Нариси новітньої історії", Київ: Наш час, 2007.
- До питання про ідеологію ОУН. Аналітичний огляд., Київ: Інститут історії України НАН, 2003
- «Теорії нації та націоналізму», Київ: Либідь(1999)
- «Незгодні: українська інтелігенція в русі опору 1960—80-х років» (1995); друге видання — 2019. ?
- «Українська інтелігенція на рубежі XIX—XX ст.: Соціально-політичний портрет» (1993)
- «Українська інтелігенція 1920-30-х років: соціальний портрет та історична доля» (1992)

### У співавторстві
- Сталінізм та українська інтелігенція (у співаавторстві з В. Даниленко) (1991)
- Сталінізм на Україні, 1920-ті — 30-ті (1991) У співавторстві с В. Даниленком, С. Кульчицьким
- Ukrainaan Historja Helsinki: Venajan ja Ita_Euroopan Instituutti, 1997 у співавторстві з В. Пилипенко
- Освітні стандарти: проблеми розробки та впровадження. Аналіз освітньої політики в процесі розробки та експертизи освітніх стандартів в Україні, Київ – Полтава: ПОІППО, 2004 у спіавт. з С: Клепко та В. Довбищенко
- «Laboratory of Transnational History Ukraine and Recent Ukrainian Historiography» (2009), у співавторстві з Philipp Ther, Романом Шпорлюком, Андреасом Каппелером, Наталією Яковенко та ін.
- Навчальне книговидання в Україні. Системні проблеми та варіанти змін., Київ: МФ “Відродження” – APS, 2008. У співавт. з С. Клепко, Т. Харламовою
- Vademecum Contemporary History, Ukraine. A Guide to Archives, research institutions, libraries, associations and museums, Київ - Берлін: ІНститут історії України - Bundesstiftung zur Aufarbeitung der SED-Diktatur, 2008. У співавт. з В. Їльґе та О. Андрощуком
- «Украина — Россия: как пишется история. Диалоги, лекции, статьи» (2011), у співавторстві з О. Міллером
- Україна в російському історичному дискурсі. Проблема дослідження та інтерпретацій, К.: Інститут історії України НАН, 2013. у спіавт. з В. Смолієм та О. Толочком
- From 'the Ukraine' to Ukraine. A Contemporary History, 1991—2021 (2021), у співавторстві з M. Rojanski, M. Minakov et al.

### Розділи в колективних працях
- «Відлига», реакція і «застій» // «Історія України: нове бачення», Київ: Україна, 1996, у співавт. з В. Верстюк, О. Гарань та ін.
- Правозахисний рух // Українська Гельсінкська Група. До 20–ліття створення. Док–ти, історія, біографії. Київ: Видання Української Республіканської партії, 1996. С. 3 – 10
- Наростання системної кризи тоталітарного ладу // Історія України, Київ: Альтернативи, 1997, під ред. В. Смолія, (2 видання 2000)
- Ідеологія ОУН // Організація українських націоналістів і Українська Повстанська Армія. Фаховий висновок робочої групи істориків при урядовій комісії з вивчення діяльності ОУН і УПА, Київ: Наукова думка, 2005. У співавт. з О. Веселовою, О. Вовк та ін.
- Ідеологія Організації українських націоналістів // Організація українських націоналістів і Українська Повстанська армія Київ: Наукова думка, 2005, під. ред. С. Кульчицького
- Політичний досвід самостійної України // Україна: політична історія XX – початок XXI століття, Київ: Парламентське видавництво, 2007.
- Політичний довід самостійної України // Державотворчий процес в Україні 1991 – 2006, Київ: Наукова думка, 2007
- Revisiting the Great Famine of 1932-1933. Politics of Memory and Public Consciousness (Ukraine after 1991) In: M. Kopecek (ed) Past in the Making. Historical Revisionism in Central Europe After 1989. Central European University Press: Budapest, 2008.
- Групи інтересу та впливу, клани та олігархія (Частина II, Розділ 17); Опозиція: проблеми визначення і становлення // Політична система для України: історичний досвід і виклики сучасності, К.: Ніка Центр, 2008
- Nationalized History: Past Continuous, Present Perfect, Future... In:  A Laboratory of Transnational History: Ukraine and Recent Ukrainian Historiography New York – Budapest: CEU Press, 2009.
- Struggling with Traumatic Past: The Great Famine of 1932 – 1933 and the Politics of Memory in Contemporary Ukraine, In: S. Troebst (ed)  Postdiktatorische Geschichtskulturen in Europa. Bestandsaufnahme und Forschungsperspektiven. Wallstein Verlag: Gottingen, 2010
- Економіка перехідної доби // Економічна історія України, Київ: Ніка-центр, 2011.Т.2. під ред. В. Смолія
- Die Ukraine zwischen Revolution, Selbständigkeit und Besatzung, In: Dornik W. (red) DIE UKRAINE zwischen Selbstbestimmung und Fremdherrschaft 1917–1922, Graz: Lejkam, 2011
- Національний наратив, підручник і викладання історії в школі // Підручник з історії: проблеми толерантності. Методичний посібник Чернівці: Букрек, 2012.
- Ukraine between Revolution, Independence, and Foreign Dominance, In: Dornik W. et al, The Emergence of Ukraine. Self-Determination, Occupation, and War in Ukraine, 1917–1922. CIUS Press, Edmonton -Toronto, 2015, Український переклад: Україна між революцією, самостійністю та окупацією // Дорнік В. та ін. Україна між самовизначенням та окупацією: 1917 – 1922 роки. Київ: Ніка Центр, 2015
- History, Politics and Memory (Ukraine, 1990s – 2000s), In: Pakier J., Wawrziniak M. (eds) Memory and Change in Europe. Eastern Perspectives, Berghahn Publishers, 2015
- National Histories and Contemporary Historiography: The Challenges and the Risks of Writing a New History of Ukraine, In: The Future of the Past. New Perspectives on Ukrainian History, Plokhy S. (ed)  Harvard University Press, 2016 (у співпраці з О. Толочком)
- Politics of History in Ukraine in the Context of Conflict With Russia, In: Non-Objective Conflicts: Political Practices of Sharing the Common Past, Center for Independent Social Research, Berlin 2017 (у співпраці зі С. Осипчук)
- Political Development of Ukraine, In: Minakov M., Kasianov G., Rojanski M., From 'the Ukraine' to Ukraine. A Contemporary History, 1991—2021, Stuttgart: Ibidem, 2021 (у співпраці з С. Куделею)

### Статті
- Russia — Ukraine. The Imperial Syndrome, Perspectives, Boston University, 1995, https://www.academia.edu/98577409/Russia_Ukraine_The_Imperial_Syndrome
- Український націоналізм: проблема наукового переосмислення, Український іст. журн. 1998. №2. С. 39 – 54
- “Нація” і “націоналізм”: слова і терміни, Укр.  іст. журн. 1999. №2 С. 3 – 14.
- Світоглядна революція // УГО. вип.2 (1999)
- Inteligencia Ukrainska: problemy badawczy a interpretacijny, Kultura i spolecenstwo (Warszawa). 2000. №2, S 25 – 44
- Націогенеза українців: версії, Схід–Захід (Харків). 2001. №2. С. 82 - 101
- Ще не вмерла українська історіографія, Критика. 2002. №4. С.6-7
- Rewriting or Rethinking? Contemporary Ukrainian Historiography and Nation-Building, Dilemmas of State-led National Building in Ukraine. Westport, Conn: Praeger Publishers, 2002  рр. 29 - 46
- Современная украинская историография: методологические и институциональные проблемы, Ab Imperio. 2003. №2 С. 491 – 519
- "Націоналізація" історії: нормативна історіографія, канон, та їхні суперники (Україна,  1990-ті), Українська історіографія на зламі XX - XXI ст.: здобутки і проблеми. Львівський нац. ун-т ім. І. Франка, 2004. С. 57 – 73.
- Сучасний стан української історіографії: методологічні та інституційні аспекти, Генеза. 2004. №1. С. 78 – 92.
- Ідеологія ОУН: Історико-ретроспективний аналіз, Укр. іст. журн. 2004. №1. С. 29 - 42 №2 С. 39 – 54
- «Пикник на обочине»: осмысление имперского прошлого в современной украинской историографии, Новая имперская история постсоветского пространства. (Специальный выпуск журнала Ab Imperio), 2004. С.  81 – 108
- Report on Ukraine, No person should be denied the right to education: the influence of the European Convention on Human Rights on the Right to Education and Rights in Education Wolf Legal Publishers, Antwerp, 2004. pp. 230 – 242.

- Украина между Россией и Европой: превратности выбора, Новая и новейшая история, № 3, 2005. с.76 - 81
- Сучасна історія України: проблеми, інтерпретації, спостереження, Укр. іст. журн. 2006. №4 С. 4 – 15
- The Burden of the Past: The Ukrainian-Polish Conflict of 1943-44 in Contemporary Public, Academic and Political Debates in Ukraine and Poland, Innovation. 2006. Vol.19. №3/4. pp. 247 - 260.
- Націоналізація історії та образ Іншого, Критика 2006 №1-2, С. 99 – 100.
- Украина – 1990: «бои за историю», Новое литературное обозрение №1 (83) 2007 С. 76 – 93.
- “Національне відродження” чи націотворення?, Історія та правознавство №19-21, 2007, С. 99 – 104
- Університетська автономія в Україні: спроба практичного впровадження, Дух і Літера. №19 Спеціальний випуск “Університетська автономія”, 2008, с. 31- 54
- Підручники з історії України у світлі критеріїв Міжнародної мережі дослідження підручників, Шкільна історія очима істориків-науковців, К.: Вид-во ім. О. Теліги, 2008. С. 84 – 89
- Націоналізація історії та образ Іншого: Україна і посткомуністичний простір, Образ Іншого в сусідніх історіях: міфи, стереотипи, наукові інтерпретації. К.: Інститут історії НАН України, 2008, С. 14 – 20
- No comment. С комментариями, Ab Imperio 2009 №3. С. 419 - 423

- "Комиссия Медведева": взгляд с Украины, Европа (Журнал Польского Института Международных Дел) 2009 №2 (31) 2009 С. 19 - 23
- Система владних відносин в Україні:  групи інтересу, клани та олігархія, Український іст. журн, 2009 №1. С. 160 – 180
- Голодомор и строительство нации, Pro et Contra. 2009. Том 13. С. 24 – 42.
- Марксизм як традиція і перспектива (форум), Україна модерна. 2009. №3 (14). С. 39 – 41
- The Holodomor and the Building of a Nation, Russian Politics and Law September – October 2010 Vol. 48 No. 5 pp.25 – 48
- Как «общая» история разделяет: политика памяти в Украине, Польше, России в 1990-е – 2000-е, Перекрестки, 2011, №3-4, С. 158 – 185.
- «Хто такі українці і чого вони хочуть», Життєвий простір України. К: Інститут історії України, 2012, 6 - 19

- Geschichtpolitik in der Ukraine, Religion&Gesellschaft in Ost und West, 2013 №1, s.16 -19.
- Голодомор, геноцид, голокост. До історії понять і термінів, Голод 1933. Українці : Зб. наук. пр.. - К. : Пріоритети, 2013,  С. 238-304
- Історична політика 1990-х – 2000-х. Україна та пострадянський простір, Україна модерна, 2014, №21, с. 135 – 159
- How a War for the Past Becomes a War in the Present, Kritika: Explorations in Russian and Eurasian History 16, 1 (Winter 2015): 149 – 155
- Історична пам'ять та історична політика: до питання про термінологію й генеалогію понять, Український історичний журнал. – 2016. – Вип. 2 (№527).С. 118-138
- Історична політика і меморіальні закони в Україні: початок XXI ст., Агора, 2016, Вип. 17, С. 63 – 74
- Sharing the Divided Past: Symbols, Commemorations, and Representations at Babyn Yar, Jews and Slavs, 2016, Vol. 25, pp. 281 - 291
- Contemporary Historiography: The Challenges and the Risks of Writing a New History of Ukraine, Harvard Ukrainian Studies, 2017 Vol.. 34, No. 1-4 (у співавторстві з Олексієм Толочком)
- Історики та історична політика, Історіографічні та джерелознавчі проблеми історії України, Дніпро: 2017, С. 243 - 261
- Історична політика і пам’ять про Голокост: «нова Європа» і Україна, Українське суспільство і пам’ять про Голокост. Наукові та освітні аспекти. К., 2018. С. 86 - 105
- The two countries at loggerheads over “common past”, Russia in Global Affairs, 2018, Vol. 16, No 3, pp. 174 - 189
- A sztereotípiákról: „Nyugat-Európa”, „Kelet-Európa”, „posztszovjet térség”, Fedinec, Csilla (ed.): "Kijevi csirke": (Geo)politika a mai Ukrajnában. Budapest, Magyarország: MTA Társadalomtudományi Kutatóközpont – Kalligram Kiadó, 2019. pp. 13-44
- Ukraine – Poland: Quest for the Past, Ideology and Politics, No 2(16) 2020, pp.166 - 193
- Education and COVID-19: Challenges and Responses (the Case of Ukraine), International Journal of Education Law and Policy  2020, Issue 16, pp. 217 - 222.
- Заповедник Хортица и его место в исторической памяти, Studia Slavica et Balcanica Petropolitana, 2021, №1,  С. 130 - 144 (у спивавторстви з Т. Таїровою)

- From Historical Fallacy to Tragic, Criminal Loss: Putin's Case for Invading Ukraine, Kennan Cable, 2022, № 76[26]
- The War Over Ukrainian Identity. Nationalism, Russian Imperialism, and the Quest to Define Ukraine's History, Foreign Affairs, 2022, May 4, 2022[27]
- Common Past, Different Visions. The Ukrainian — Russian Encounters Over History Textbooks (1990s — 2010s), Bildung und Erziehung, 2022, № 2, 145—163
- Challenges of antagonistic memory: Scholars versus politics and war, Memory Studies, 2022,[28]
- Holodomor and the Holocaust in Ukraine as Cultural Memory: Comparison, Competition, Interaction, Journal of Genocide Research, 2022, Vol. 24, No 2, pp. 216 - 227.
- Neuvermessung des öffentlichen Raums: Ukrainische Geschichtspolitik, Religion & Gesellschaft in Ost und West, 2022, No 7, pp. 18 – 21
- National Master-Narrative: Vicissitudes of Method, AREI, Journal for Central and Eastern European History and Politics, Issue 1, 2022, pp. 108 – 127
- In Search of A Lost Time? Decommunization in Ukraine, 2014—2020, Problems of Post-Communism, 2023 https://doi.org/10.1080/10758216.2023.2198135
- Nationalist Memory Narratives and the Politics of History in Ukraine since the 1990s, Nationalities Papers, 2023, https://doi.org/10.1017/nps.2023.10

Публіцистика
- Путин все проиграл, 7.03.2022, Ukrlife TV[29]
- ‘Ukrainian Nazis’ as an invented enemy, June 8, 2022[30]
- Очередной конец истории. Россия как анти-Украина, 25.04.2022[31]